# Rio Qu
O rio Qu é um rio que tem o seu percurso inteiramente na República Popular da China, mais especificamente a província de Sujuão e o concelho de Xunquim. É tributário do rio Jialing o qual é afluente do Iansequião, é por isso parte da bacia hidrográfica do Mar da China Oriental. O seu comprimento é de 720 quilómetros. Une-se ao rio Jialing pela altura de Hechuan.